# Gefahrengebiete in Hamburg im Januar 2014

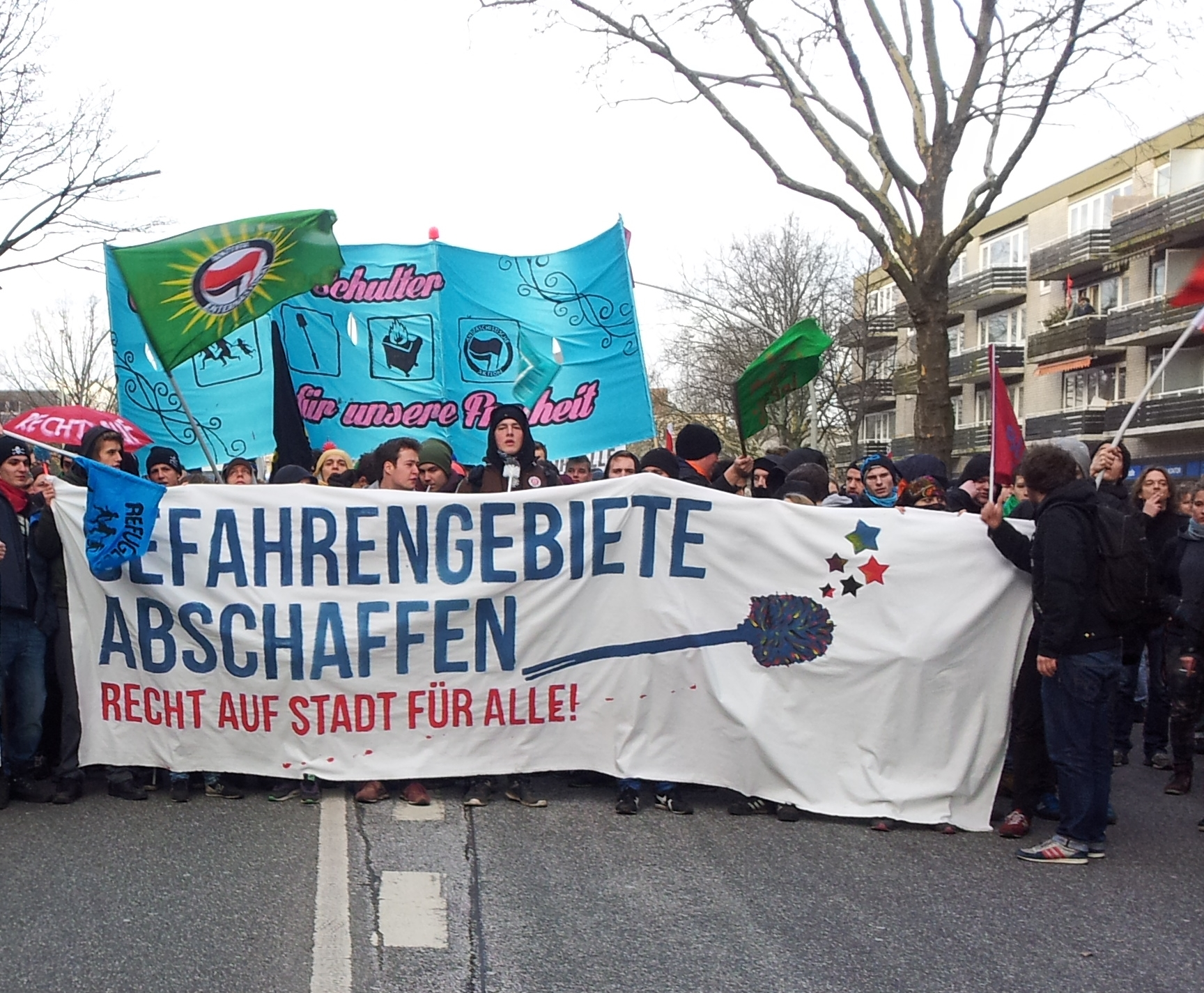
Demonstration am 18. Januar 2014 mit dem Motto Gefahrengebiete abschaffen

Die Einrichtung der Gefahrengebiete in Hamburg 2014 war eine Maßnahme der Hamburger Polizei vom 4. bis 13. Januar 2014, bei der nach dem Polizeirecht mehrere Stadtteile zu Gefahrengebieten erklärt worden waren. Das betraf St. Pauli, Sternschanze, Altona-Altstadt und große Teile von Altona-Nord. Begründet wurde die Anordnung damit, dass in den Wochen zuvor Angriffe gegen Polizeibeamte mit Personenschäden sowie gegen Einrichtungen der Polizei mit Sachschäden stattgefunden hatten.  Ab dem 9. Januar 2014 wurden diese Gefahrengebiete örtlich verkleinert und zeitlich beschränkt. Die Ereignisse standen im Kontext der Demonstrationen in Hamburg am 21. Dezember 2013, bei der es zu Auseinandersetzungen zwischen Demonstranten und der Polizei kam.
Während Senat und Polizei die Einrichtung der Gefahrengebiete als erfolgreich, „notwendig und rechtlich zulässig“ bezeichneten, kam es mehrfach zu Demonstrationen  gegen die Einrichtung und die damit verbundenen polizeilichen Maßnahmen, die größte mit mehreren tausend Teilnehmern am 18. Januar 2014. Die Oppositionsparteien Die Linke, Die Grünen und die FDP sowie Teile der Medien kritisierten die Einrichtung der Gefahrengebiete.
Das Hamburgische Oberverwaltungsgericht erklärte die Einrichtung von Gefahrengebieten durch die Hamburger Polizei in einem Urteil vom 13. Mai 2015 für verfassungswidrig (Az. 4 Bf 226/12). Die Vorgaben für die verdachtsunabhängigen Kontrollen von Bürgern seien zu unbestimmt und verstießen gegen den Grundsatz der Verhältnismäßigkeit. Die Einschränkung der Freiheit dürfe nicht in das Ermessen der Verwaltung gestellt werden. Eine polizeiliche Lagebeurteilung könne kein Maßstab für Grundrechtseingriffe sein. Das Urteil ist rechtskräftig.
Die Einrichtung von Gefahrengebieten nach polizeilicher Lagebewertung wird in Hamburg seit 1995 praktiziert, drei dieser polizeilichen Sonderrechtszonen bestehen dauerhaft in St. Pauli, Altona-Altstadt und St. Georg.

## Ereignisse und Hintergründe

Gefahrengebiet in der Zeit vom 4. bis zum 9. Januar 2014

„Gefahreninseln“ um die Polizeikommissariate (PK) 15, 16, 21 vom 9. Januar bis zum 13. Januar 2014

Im Zusammenhang mit Räumungsdrohungen gegen die Rote Flora, eine über Monate ungeklärte Situation der über Lampedusa kommenden Flüchtlinge und das absehbare Ende der Esso-Häuser kam es bereits im Vorwege der gemeinsam für den 21. Dezember 2013 geplanten Großdemonstration zu zahlreichen und regelmäßigen Protesten und Kundgebungen, vor allem in den betroffenen Stadtteilen St. Pauli und Sternschanze. Am 12. Dezember 2013 wurde das Polizeikommissariat 16 in der Lerchenstraße und am 20. Dezember 2013 das Polizeikommissariat 15 (Davidwache) vermutlich vor diesem Hintergrund angegriffen.
Am 29. Dezember 2013 gab die Polizei Hamburg eine Pressemitteilung heraus, in der angegeben wurde, am Abend zuvor sei die Davidwache erneut durch „u. a. mit St.-Pauli-Schals vermummte Personen“ aufgesucht worden, die Parolen gegen die Polizei skandiert hätten. Mehrere Beamte, die daraufhin aus der Wache kamen, seien an der Ecke Davidstraße/Reeperbahn „gezielt und unvermittelt mit Stein- und Flaschenwürfen angegriffen“ worden. Dabei habe einer der Polizisten einen Kiefer- und Nasenbruch und eine Schnittverletzung im Gesicht erlitten, „als ihm einer der Täter aus nächster Nähe einen Stein ins Gesicht schlug“, einer Polizistin sei Pfefferspray in die Augen gesprüht und einem anderen Beamten eine Bauchverletzung zugefügt worden. Alle drei seien so schwer verletzt gewesen, dass sie ins Krankenhaus eingeliefert werden mussten. Polizeipräsident Wolfgang Kopitzsch betonte in derselben Pressemitteilung, dass derart „zielgerichtete und massive Übergriffe auf Polizeibeamte“ unerträglich seien. Er sei entsetzt „über die Gewalt, bei der unsere Beamtinnen und Beamten zum Teil schwer verletzt wurden.“ Die Staatsanwaltschaft Hamburg wertete diese Tat als versuchtes Tötungsdelikt. Die Gewerkschaft der Polizei Hamburg schloss „bei einer solchen Brutalität“ einen Gebrauch von Schusswaffen zur Notwehr nicht mehr aus. Ebenso wurde der Einsatz von Elektroschockern und Elektroschockpistolen diskutiert. Am 1. Januar 2014 demonstrierten mehrere hundert Polizisten und Angehörige mit einer Mahnwache unter dem Motto „Mehr Respekt und Anerkennung für unsere Polizei“.
Zum 4. Januar 2014 erklärte die Hamburger Polizei die Stadtteile Altona-Altstadt, St. Pauli und Sternschanze sowie Teile von Altona-Nord, mithin ein Gebiet in dem etwa 80.000 Menschen leben, auf unbestimmte Zeit zum polizeirechtlichen Gefahrengebiet. Dadurch erhielt die Polizei die Befugnis, auch ohne Vorliegen von besonderen Gründen verstärkt Personen kurzfristig anzuhalten, sie zu befragen, ihre Identitäten festzustellen und ihre mitgeführten Sachen in Augenschein zu nehmen. Nach eigenen Angaben eröffnete dies der Polizei die Möglichkeit, relevante Gruppen zu überprüfen und aus der Anonymität zu holen. Als Gründe der Maßnahme wurden wiederholte Angriffe gegen Polizisten, die teils schwer verletzt wurden, und ausdrücklich die drei Angriffe gegen die Polizeirevierwachen sowie die gewaltsamen Auseinandersetzungen rund um die Demonstration am 21. Dezember 2013 aufgeführt. Mit den Maßnahmen würde deutlich gemacht, dass die Polizei Hamburg alle rechtlichen Möglichkeiten ausschöpfe, um Leib und Leben ihrer Beamten zu schützen. Sie sollten mit Augenmaß durchgeführt werden und Anwohner oder Besucher des Vergnügungsviertels nicht übermäßig belasten.
Nachdem der Anwalt Andreas Beuth in mehreren Interviews und Veröffentlichungen die offizielle Version des Angriffs auf die Davidwache am 28. Dezember 2013 bezweifelt hatte und weitere Zeugen die Geschehnisse rund um die Davidwache anders als die Polizei dargestellt hatten, erklärte ein Polizeipressesprecher, die Opfer der Attacke seien keine aus der Davidwache kommenden Beamten gewesen und der Vorfall habe sich nicht vor der Wache, sondern etwa 150 bis 200 Meter entfernt an der Ecke Hein-Hoyer-Straße/Seilerstraße abgespielt. In einem Interview im Deutschlandfunk wiederholte der Hamburger Innensenator Michael Neumann die Darstellung der Polizei, die Täter hätten aus nächster Nähe Steine in das Gesicht eines Polizeibeamten geworfen.
Nach einer Veröffentlichung des Spiegels, die sich auf ein internes Papier des Landeskriminalamtes bezieht, sei bereits Anfang Januar deutlich, dass es für die Verletzung des Beamten keinen Hinweis auf Linksautonome als Täter gegeben habe. Da Polizeipräsident Wolfgang Kopitzsch zu dem Vorfall erklärt hatte, „Gewalt als Mittel zur Durchsetzung politischer Ziele ist völlig ungeeignet und kontraproduktiv“, sei der Eindruck einer Schuldzuweisung irrtümlich entstanden. Das Hamburger Abendblatt berichtete am 23. Januar auch von Aussagen innerhalb der Polizei, die sich stark unterscheiden.
Am 9. Januar 2014 verkleinerte die Hamburger Polizei das Gefahrengebiet auf drei so genannte Gefahreninseln im Umkreis der Polizeikommissariate 15, 16 und 21. Vier Tage später wurden die Maßnahmen schließlich aufgehoben. Nach behördlichen Auswertungen kam es in dem Gebiet zwischen dem 4. und 9. Januar 2014 zu insgesamt 756 Überprüfungen von Personen durch die Polizei, 172 Aufenthaltsverboten und zwölf Platzverweisen, 65 Menschen sind in Gewahrsam genommen worden, vier Personen vorläufig festgenommen. Zwischen dem 9. und 13. Januar 2014 wurden durch die Polizei 237 Personen angehalten, in 23 Fällen wurden Aufenthaltsverbote und in zwei Fällen Platzverweise ausgesprochen. Eine Person kam in Gewahrsam.
Ende Januar 2014 wurde bekannt, dass die Hamburger Polizei im festgelegten Gefahrengebiet keinen „Sprengstoff“ gefunden hatte, wie Innensenator Michael Neumann (SPD) zunächst zur Rechtfertigung behauptet hatte. Ebenso blieben die Täter, die den Angriff am 28. Dezember auf die Davidwache und die Einsatzfahrzeuge verübt hatten, unbekannt.

## Proteste, Kritik und Reaktionen

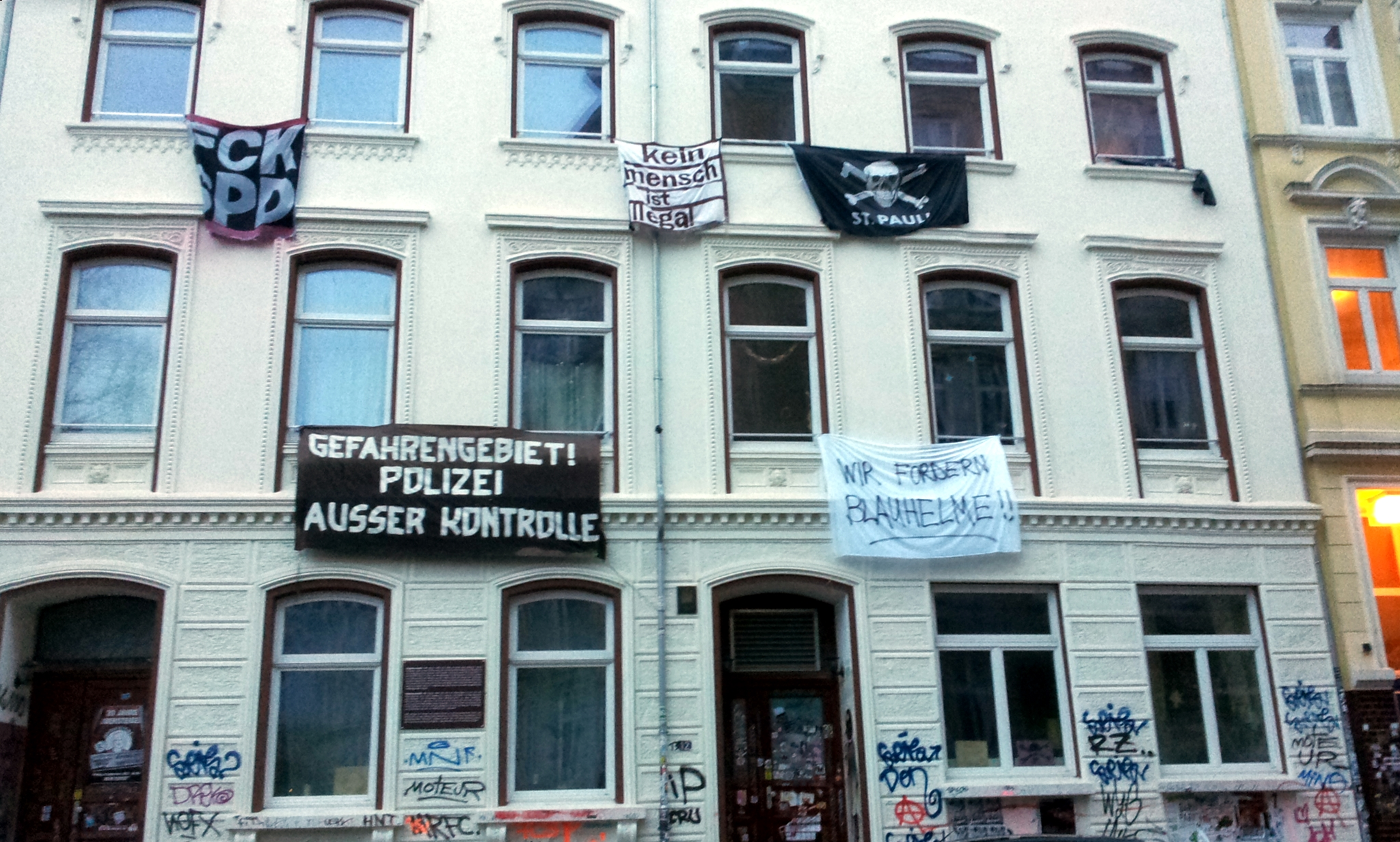
Transparente an einem Wohnhaus in St. Pauli, Proteste gegen das ausgerufene Gefahrengebiet im Januar 2014

Seit dem 5. Januar 2014 kam es zu mehreren spontanen Demonstrationen gegen das Gefahrengebiet, teilweise mit mehreren hundert Teilnehmern. Am 5. Januar 2014 bildete die Polizei um mehr als 50 Demonstrierende einen Kessel, nahm 44 von ihnen in Gewahrsam und hielt diese über Nacht fest. Eine im Anschluss folgende Spontandemonstration wurde von Polizisten aufgelöst. Das  Verwaltungsgericht Hamburg urteilte einige Monate später in 17 Anerkennungsurteilen und stellte die Rechtswidrigkeit des polizeilichen Vorgehens fest. Am 7. Januar 2014 wuchs ein Demonstrationszug, der am Park Fiction entstand und durch St. Pauli lief, auf bis zu 600 Menschen an. Der Aufmarsch endete mit Randalen und Ingewahrsamnahmen. Am 9. Januar 2014 nahmen 600 Menschen an einer Critical Mass teil. Auch nach der Aufhebung am 13. Januar 2014 protestierten noch am selben Tag rund 800 Studierende gegen das Gefahrengebiet.  Am 18. Januar 2014 protestierten erneut mehrere tausend Menschen gegen die Politik des Hamburger Senats und für eine Streichung der polizeilichen Befugnis, Gefahrengebiete einrichten zu können.
Zum Symbol der Proteste wurde eine Toilettenbürste, nachdem im Nachtmagazin der Tagesschau vom 7. Januar 2014 in einem Bericht über das Gefahrengebiet mit einer kurzen Filmsequenz die Sicherstellung eines solchen Gegenstands gezeigt worden war.
In einem Kommentar in der Süddeutschen Zeitung vom 8. Januar 2014 setzt sich Heribert Prantl mit der SPD und ihrer Innenpolitik auseinander. Über Neumann sagt er wörtlich: „Neumanns Anti-Flüchtlingspolitik könnte aus den wildesten Zeiten der CSU stammen. Und die Art und Weise, wie Neumann nach den Hamburger Krawallen das Polizeirecht auslegen und ausführen lässt, sucht in Deutschland seinesgleichen.“
Hamburgs Erster Bürgermeister Olaf Scholz verteidigte die Maßnahmen. Die Gefahrengebiete hätten sich bewährt und würden sich weiter bewähren. Innensenator Michael Neumann gab an, dass die Gefahrengebiete die Zahl festgestellter Verstöße deutlich verringert habe, damit seien die Gefahrengebiete eine Erfolgsgeschichte. Die SPD und CDU verteidigten die Maßnahmen als vorbeugende Bekämpfung von Straftaten. Die Oppositionsparteien Die Linke, Die Grünen und die FDP haben die Einrichtung des Gefahrengebietes kritisiert. Insbesondere wurden dabei die rechtliche Legitimation und die Verhältnismäßigkeit angezweifelt. Außerdem erfordere die aktuelle Lage diese Einrichtung nicht. Einige Juristen halten ein Gefahrengebiet, insbesondere in einem solchen flächenmäßigen Ausmaß und ohne zeitliche Begrenzung, für verfassungswidrig und prüfen rechtliche Schritte. Das Medienecho war geteilt: Einige Medien bezeichneten die Gefahrengebiete als „gerechtfertigt“ und „nachvollziehbar“, andere kritisierten die Entscheidung. Gleichzeitig berichteten sie darüber, dass die Mehrheit der Hamburger Bürger die Einrichtung eines Gefahrengebietes für „richtig und angemessen“ hielt.
Die US-Botschaft rief am 7. Januar 2014 ihre Staatsbürger zu erhöhter Vorsicht im Gefahrengebiet auf. Dies gelte insbesondere „in der Nähe von großen Versammlungen, Protesten oder Demonstrationen“.